# Liste der Mitglieder der American Academy of Arts and Sciences/1979
Im Jahr 1979 wählte die American Academy of Arts and Sciences 105 Personen zu ihren Mitgliedern.

## Neugewählte Mitglieder
- Elijah Adams (1918–1979)
- Ivan LeLorraine Albright (1897–1983)
- Gertrude Elizabeth Margaret Anscombe (1919–2001)
- David Roy Shackleton Bailey (1917–2005)
- Herbert Bayer (1900–1985)
- Charles Palmer Bean (1923–1996)
- Helmut Beinert (1913–2007)
- William Dwight Billings (1910–1997)
- Harold Bloom (1930–2019)
- Walter J. Blum (1918–1994)
- Enrico Bombieri (* 1940)
- Herbert Wayne Boyer (* 1936)
- Leo Brewer (1919–2005)
- Gene Monte Brown (* 1926)
- Peter Robert Lamont Brown (* 1935)
- Gene Adam Brucker (1924–2017)
- Ernest Bueding (1910–1986)
- Harry Morey Callahan (1912–1999)
- Alan D. Cameron (1938–2017)
- John Somerset Chipman (* 1926)
- Arthur Dodd Code (1923–2009)
- Joel Colton (1918–2011)
- Merce Cunningham (1919–2009)
- Roger Frederick Dashen (1938–1995)
- Jean Dausset (1916–2009)
- John Rouben David (* 1930)
- Paul Allan David (1935–2023)
- Kenneth Culp Davis (1908–2003)
- Natalie Zemon Davis (1928–2023)
- Stanley Deser (1931–2023)
- Patrick Arthur Devlin (1905–1992)
- Richard Clifford Diebenkorn (1922–1993)
- Kenneth James Dover (1920–2010)
- Ronald Myles Dworkin (1931–2013)
- Ludwig D. Faddeev (1934–2017)
- Moses Finley (1912–1986)
- Michael Ellis Fisher (1931–2021)
- Frederic Brenton Fitch (1908–1987)
- Hans Emil Frauenfelder (1922–2022)
- Daniel Xander Freedman (1921–1993)
- Irwin Fridovich (1929–2019)
- Arthur William Galston (1920–2008)
- Charles Gibson (1920–1985)
- Rene Noel Girard (1923–2015)
- Judah Goldin (1914–1998)
- Harry Barkus Gray (* 1935)
- Morton Irvin Grossman (1919–1981)
- Guido Guidotti (1933–2021)
- Herbert George Gutman (1928–1985)
- George Heard Hamilton (1910–2004)
- Francis James Herbert Haskell (1928–2000)
- Robert Herman (1914–1997)
- Ping-ti Ho (1917–2012)
- Gerhard Paul Hochschild (1915–2010)
- Mark Gordon Inghram (1919–2003)
- Michael Gedaliah Kammen (1936–2013)
- Boris Kaufman (1906–1980)
- Martin Jesse Klein (1924–2009)
- Melvin Lester Kohn (1928–2021)
- Masakazu Konishi (1933–2020)
- Mary Douglas Nicol Leakey (1913–1996)
- Phyllis Williams Lehmann (1912–2004)
- A. Leo Levin (1919–2015)
- Gene Elden Likens (* 1935)
- Kevin Andrew Lynch (1918–1984)
- Thomas Francis Malone (1917–2013)
- Marino Marini (1901–1980)
- Arno Joseph Mayer (1926–2023)
- Arthur Miller (1915–2005)
- Norman Dennis Newell (1909–2005)
- Edward Purdy Ney (1920–1996)
- Richard Poirier (1925–2009)
- George Porter, Baron Porter of Luddenham (1920–2002)
- Kenneth Prewitt (* 1936)
- Irving William Rabb (1913–2011)
- Benton Seymour Rabinovitch (1919–2014)
- Sanford Morris Rosenthal (1897–1989)
- Ruth Sager (1918–1997)
- Wesley Charles Salmon (1925–2001)
- Gordon Hisashi Sato (1927–2017)
- Nathan Alexander Scott (1925–2006)
- George Segal (1924–2000)
- Robert Serber (1909–1997)
- Carl Ludwig Siegel (1896–1981)
- Leon Theodore Silver (1925–2022)
- Solomon Halbert Snyder (* 1938)
- Alexander Coburn Soper (1904–1993)
- Lynn Ray Sykes (* 1937)
- Rufino Tamayo (1899–1991)
- Edward Palmer Thompson (1924–1993)
- Sylvia Lettice Thrupp (1903–1997)
- Tsuneo Tomita (1908–1998)
- Daniel Charles Tosteson (1925–2009)
- Laurens L. M. van Deenen (1928–1994)
- Peter Hans von Hippel (* 1931)
- Byron Halsted Waksman (1919–2012)
- Samuel Bernard Weiss (1926–1997)
- Carl Christian von Weizsäcker (* 1938)
- Carl Friedrich von Weizsäcker (1912–2007)
- Robert Harding Whittaker (1920–1980)
- Benjamin Widom (1927–2025)
- Heinz-Günter Wittmann (1927–1990)
- Carl Isaac Wunsch (* 1941)
- Hatten Schuyler Yoder (1921–2003)
- Arnold Zellner (1927–2010)